# Sycophila deobanensis
Sycophila deobanensis är en stekelart som först beskrevs av Mani och Kaul 1974.  Sycophila deobanensis ingår i släktet Sycophila och familjen kragglanssteklar. Inga underarter finns listade i Catalogue of Life.